# زغردة
الزغرودة، الزغروتة، الزغروطة، أو الهلهولة وتسمى أيضاً اليباب أو، الغطرفة في الخليج العربي والزغاريت جمع التزغريته في المغرب العربي، هي صوت الولولة، وتصدر بالتحريك الجانبي للسان داخل الفم على أن يكون متتابعاً، مع إصدار الصوت بإخراج الهواء من الحلق بقوة وقد تتم الاستعانة باليد، ويكون الصوت الناتج هو زغرودة.
ومن أبرز المناسبات التي تزغرد النساء فيها هي الأعراس والأفراح ومناسبات الختان وزغاريد الحج أو العودة من السفر وفي ذكرى المولد النبوي. وفي أوقات الحرب والفتن تعبر النساء عن مشاعر القوم من خلال الزغاريد، كوصول جثمان شهيد أو خبر وفاة. وللزغرودة دلالات نفسية واجتماعية فهي زاخرة بالمعاني والعواطف، تفعل فعلها في نفس المستمع ويتأثر بها حسب مزاجه العاطفي وتكوينه الروحي.

## التأصيل
تعود الزغرودة إلى الفعل الرباعي زغرد ومعناه رفع النساء صوتهن في الأفراح، وأصله زغرودة البعير، أي ترديده الصوت في حلْقه، وهديره به، وجمع الزغرودة، زغاريد، والزغرودة لدى العامة هي الحنجرة، وتدعى جوزة الحلق وكل ذلك يعود لترديد الصوت في الحلق عبر تواتر وانسجام واضحين.

## تاريخ
عملية الزغردة الجماعية النسائية تعود إلى تقليد وثني قديم، حيث كان الغناء للآلهة يتم بصورة جماعية من نساء مختارات، يقمن بطلب الغوث والرحمة وسقوط المطر ونحو ذلك.
في الشام يضاف إلى عملية الزغرودة كلمة إيها وهي كلمة سريانية أو آرامية، ومعناها تباركت فتسمى المهاهاة وهي مصدر هأّ وهأهأ فعل رباعي يعني الدعاء والزجر ولفت النظر، وأصلها دعوة الإبل للعلف.
والزغاريد مكون من مكونات المرأة الأمازيغية وشكل تعبيري يلاحقها في شتى التظاهرات والاحتفالات. وذكر هوميروس ولولة المراة الليبية الشمال أفريقية وعبر عن اعجابه بصوتها.
كانت نساء العرب في الجاهلية يرافقن الرجال إلى ساحة المعارك لإثارة الحماس والإقدام في قلوبهم بقرع الطبول والدفوف والزغاريد.

### مناسبات الزغرودة
والزغرودة شائعة بين النساء، وذلك بغية الإعلان عن إقامة عرس أو تعبيراً عن فرحتهن بزفاف قريب عزيز عليهن، وأحياناً لمجرد مشاركتهن في العرس.
في أي عرس شرقي نحضره في منطقة الشرق الأوسط وشمال أفريقيا نسمع زغرودات - أو زغاريد - وأهازيج، وأي أهزوجة يتم إلقاؤها في العرس تتبعها زغردة. لا يشترط أن يكون الموضوع الذي يعتمد عليه إلقاء زغرودة أن يكون الموقف موقف فرح أو عرس، فقد يكون موقف قوة.
في بعض المدن والحواضر المغربية مثل مدينتي الدار البيضاء وبني ملال، تبادر نساء الأسرة التي استقبلت مولودا ذكرا لإطلاق ثلاث زغاريد حارة دليلا على فرحة الأسرة العارمة به، وزغرودة واحدة فقط للأنثى، وهي عادة آخذة إلى الاندثار.

### في الفن والأدب
في نهاية فيلم عمر المختار عندما قام الجيش الإيطالي بإعدامه بواسطة حبل المشنقة وأخذ جثته بحيث يدفن في مقبرة غير معروفة، وقفت النسوة الليبيات يزغردن بقوة تعبيراً عن فرحتهن بعمر المختار لنيله مرتبة الشهادة عند الله وهي من أعلى المراتب في الجنة حسب المعتقدات الإسلامية، وتأكيداً على انتزاع القوة من جيش الاحتلال لأنه لم يستطع هزم زعيمه وإرادة الشعب الليبي لنيل حريته واستقلاله.
في الإلياذة يصم الملك عوليس اذنيه حين كان في مركبه قرب الشواطئ الليبية حتى لا يسمع اغاني الليبيات التي تسمى سيريناد.